# Timor-Alor-Pantar-Sprachen
Die etwa 30 Timor-Alor-Pantar-Sprachen (TAP) bilden eine Sprachfamilie der Papuasprachen. Sie werden auf den Kleinen Sundainseln Timor, Alor, Pantar, Kisar und Liran gesprochen. Die am häufigsten gesprochenen Sprachen der Sprachfamilie sind Makasae und Bunak mit jeweils etwa 100.000 Sprechern.	

## Einordnung
Die Timor-Alor-Pantar-Sprachen gehören zu den Trans-Neuguinea-Sprachen.
Die Sprachfamilie wird in mindestens zwei Untergruppen unterteilt: Timor-Kisar (auch nur Timor) und Alor-Pantar-Makasai. Ethnologue nennt als weitere Untergruppe Tanglapui.
Es gibt Theorien, dass das osttimoresische Fataluku und andere Timor-Alor-Pantar-Sprachen ursprünglich von der Bomberai-Halbinsel Neuguineas stammen.